# Philippe du Plaissis
Philippe du Plaissis (ou du Pleissiez, ou du Plaissiez) est un chevalier français né en Anjou à Plessis-Macé dans la deuxième moitié du XIIe siècle. Il entre dans l'ordre du Temple lors de la troisième croisade en 1189.
Son élection à la tête de l'ordre a lieu entre janvier et mars 1201 puisque l'une de ses premières actions, en tant que maître, est un accord avec l'ordre de Saint-Jean de Jérusalem sur l'arrosage des terres et l'usage des moulins des deux ordres dans le comté de Tripoli et date du 17 avril 1201.
Dès sa prise de fonction, il est confronté au roi d'Arménie qui s'est emparé d'une forteresse templière située dans la principauté d'Antioche. Au cours de l'enquête diligentée par le pape Innocent III, les templiers sont chassés de la Cilicie arménienne et leurs biens confisqués.
En 1201 l'Égypte, puis la Syrie sont ravagées par une épidémie de peste; puis intervient un fort tremblement de terre en 1202. La paix est donc nécessaire afin de reconstruire les villes et villages détruits. Philippe du Plaissis négocie une trêve avec les musulmans à laquelle refuse de s'associer les chevaliers teutoniques. Quand les Hospitaliers négocient eux aussi une trêve, c'est au tour des Templiers de refuser. Ces conflits internes aux croisés entraînent une intervention du pape.
En effet si l'ordre du Temple a toujours le soutien du pape (le 1er février 1205 Innocent III confirme la bulle d'Anastase IV Omne datum optimum), celui-ci s'inquiète cependant des plaintes continuelles contre les Templiers des évêques et des princes. En 1208, il écrit à Philippe du Plaissis pour lui rappeler que l'obéissance est l'un des trois vœux prononcés par le Templier et que s'en affranchir le rendrait apostat. Il ne semble pas que cette remontrance soit réellement entendue par un ordre qui recrute de nombreux chevaliers et que les nombreuses donations enrichit.

## Les hommes de son temps
Au cours de sa vie et comme maître de l'ordre du Temple, Philippe du Plaissis a côtoyé des hommes remarquables :